# 軟體架構分析方法
軟體架構分析方法（Software architecture analysis method，簡稱SAAM）是使用在軟體架構，評估系統架構的一種方法。此方法是第一個有文件的軟體架構分析方法，在1990年中期提出，一開始提出的目的是分析系統的可修改性，但也可用在測試任何非機能性的領域。
軟體架構分析方法是架構權衡分析方法（ATAM）的前身。